# Frammersbach
Frammersbach er en købstad (markt) i Landkreis Main-Spessart i regierungsbezirk Unterfranken i den tyske delstat Bayern.

## Geografi
Frammersbach er en statanerkendt rekreationsby, der ligger mellem Würzburg og Aschaffenburg, midt i Naturpark Spessart. Det er en af de ældste bosættelser i Spessart. Ud over Frammersbach ligger i kommunen landsbyerne Herbertshain, Hofreith og Schwartel samt den tidligere selvstændige kommune og landsby Habichsthal.

## Historie
Det tidligere amt i ærkestiftet Mainz kom med Reichsdeputationshauptschluss 1803 under det nydannede Fyrstedømmet Aschaffenburg og blev i 1814 en del af Bayern